# Gisèle Bedan
Gisèle Bedan est une femme politique franco-centrafricaine.

## Biographie
Elle est assistante d'éducation au lycée Jean Rostand de Mantes-la-Jolie,,. Dans le même temps, elle dirige le groupe Elit’formations à Bangui.
Elle est membre-fondatrice de la Ligue pour l’éducation, les sciences et la culture en Afrique (LESCA).
Le 27 janvier 2014, elle est nommée ministre de l'Éducation de la République centrafricaine dans le gouvernement Nzapayeké. Elle est reconduite dans le gouvernement Kamoun 1.
Le 16 janvier 2015, lors de la formation du gouvernement Kamoun 2, elle n'est pas reconduite. Elle déclare peu après sur Facebook avoir été « arrachée de la gueule des loups ».